# Chamaecrista barbata
Chamaecrista barbata là một loài thực vật có hoa trong họ Đậu. Loài này được (Nees & Mart.) H.S.Irwin & Barn miêu tả khoa học đầu tiên.